# 岡正光
岡 正光（おか まさみつ、1947年6月30日 -  ）は、福島県伊達郡保原町（現役当時、現・伊達市）出身の元プロ野球選手（投手）。

## 来歴・人物
福島県立保原高等学校ではエース、四番打者として活躍。1965年夏の甲子園県予選で51イニングを投げ、27イニング連続無失点、奪三振75、失点2、自責点1、防御率0.18という記録を残す。東北大会に進み、決勝で磐城高に9回裏逆転サヨナラ勝ち、甲子園初出場を決める。大会では2回戦（初戦）で高鍋高の牧憲二郎と投げ合うが、完封負けを喫する。打者の手元で大きく落ちるカーブを決め球とした。
貴重な左腕と期待され、ドラフト1位で大洋ホエールズに入団。しかし、一軍での登板機会が無いまま1968年に引退した。入団前に左肘を故障しており（しかも球団側は岡の故障を知らなかった）、回復に努めたものの球威は戻らなかった。

## 詳細情報

### 年度別投手成績
- 一軍公式戦出場なし

### 背番号
- 10 （1966年）
- 43 （1967年 - 1968年）